# 레니 메룰로
레너드 리처드 메룰로(영어: Leonard Richard Merullo, 1917년 5월 5일~2015년 5월 30일)는 미국의 프로 야구 선수로, 포지션은 유격수였다. 1941년부터 1947년까지 메이저 리그 베이스볼(MLB)의 시카고 컵스에서 뛰었다. 소속팀 컵스와 디트로이트 타이거스가 맞붙은 1945년 월드 시리즈에 출전했다. 은퇴 후에는 스카우트로 일했다.